# 忠州駅
忠州駅（チュンジュえき）は、大韓民国忠清北道忠州市鳳方洞にある韓国鉄道公社（KORAIL）忠北線および中部内陸線の駅である。

## 駅構造
- 島式ホーム3面6線の地上駅。

### のりば
| 1・2 | 忠北線・京釜線 | ムグンファ号 | 鳥致院・大田方面     |
| 3・4 | 忠北線・中央線 | ムグンファ号 | 三灘・堤川方面       |
| 5    | 中部内陸線     | KTX-イウム   | 水安保温泉・聞慶方面 |
| 6    | 中部内陸線     | KTX-イウム   | 夫鉢・板橋方面       |

## 歴史
- 1928年12月25日 - 開業。
- 1980年3月12日 - 忠北線の複線化に伴い、現在地に移転。
- 2021年12月31日 - 中部内陸線開業。
- 2024年11月30日 - 中部内陸線の忠州駅～聞慶駅間が開業、途中駅となる[1]。

## 隣の駅
韓国鉄道公社
忠北線
達川駅 - 忠州駅 - 牧杏駅
中部内陸線
仰城温泉駅 - （金加信号場） - 忠州駅 - 乷味駅